# Cabirops
Cabirops es un género de crustáceo isópodo marino de la familia Cabiropidae.

## Especies
- Cabirops bombyliophila Williams & Boyko, 2004
- Cabirops codreanui Bourdon, 1967
- Cabirops fraissei Nierstrasz & Brender à Brandis, 1925
- Cabirops ibizae Bourdon, 1967
- Cabirops lernaeodiscoides Kossmann, 1872
- Cabirops lobiformis Lemos de Castro, 1970
- Cabirops marsupialis Caroli, 1953
- Cabirops montereyensis Sassaman, 1985
- Cabirops orbionei Bourdon, 1972
- Cabirops perezi Carayon, 1942
- Cabirops pseudioni Lemos de Castro, 1970
- Cabirops reverberii Restivo, 1971
- Cabirops tenuis Nierstrasz & Brender à Brandis, 1923
- Cabirops tuberculatus Shiino, 1942